# Aina (namn)
För andra betydelser, se Aina.

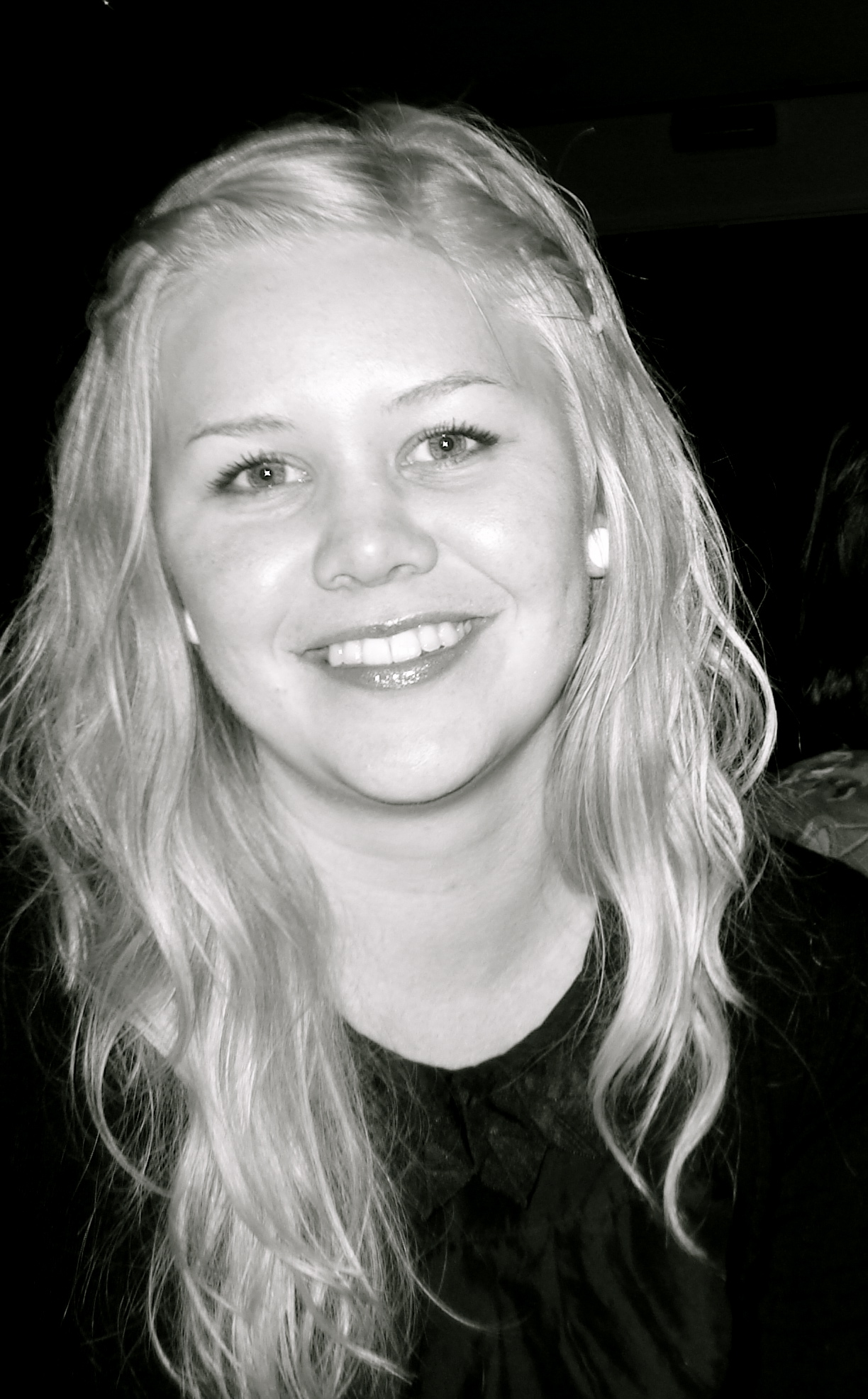
Norska författaren Aina Basso.

Aina är ett kvinnonamn av finskt ursprung som betyder 'den enda'. På modern standardfinska omtolkas det ofta till homonymen 'alltid'. Andra varianter av namnet är Aino och Aini.
Aina är också ett japanskt förnamn, 愛菜, hopsatt av två tecken: 愛 (ai) som betyder "kärlek, tillgivenhet" och 菜 (na) som betyder "grönsaker, grönska".
Den 31 december 2017 fanns det totalt 11 288 kvinnor folkbokförda i Sverige med namnet Aina, varav 4 389 bar det som tilltalsnamn. Motsvarande siffror för Aini var 158 respektive 97.
Namnsdag: Sverige: 13 juni, delas med Aino. I den finlandssvenska namnsdagslängden har Aina namnsdag 10 maj sedan starten 1929, då en egen namnsdagskalender togs i bruk för finlandssvenskar, tillsammans med Aino.  Norge: 27 juni

## Personer med namnet Aina
- Aina Basso, norsk författare
- Aina Berg, svensk simmare
- Aina Cederblom, svensk äventyrare
- Aina Elvius, svensk astronom
- Aina Erlander, svensk adjunkt, gift med Tage Erlander
- Aina Masolle, svensk konstnär
- Aina Rosén, svensk skådespelerska
- Aina Wifalk, svensk uppfinnare